# Victor Desmet
Pour les articles homonymes, voir Desmet.
Victor Desmet, né le 20 décembre 1919 à Roubaix et mort le 29 janvier 2018 à Croix, est un résistant français.
Il est fait compagnon de la Libération en 1941.

## Biographie
Pendant la Seconde Guerre mondiale, engagé volontaire au 2e régiment de zouaves, il refuse l'armistice et rejoint les Forces armées britanniques en Palestine. Il intègre le 1er bataillon d'infanterie de marine (BIM), avec lequel il participe à la première campagne de Libye. À l'issue de celle-ci, en avril 1941, il est affecté à la 13e demi-brigade de Légion étrangère en Érythrée.
Le 26 mai 1941, à Qastina, le général de Gaulle le décore de la croix de la Libération. Puis, en juin 1941, il prend part à la campagne de Syrie et à la prise de Damas.
Il termine la guerre au sein de l'armée belge en Palestine[réf. nécessaire].
À l'issue du conflit, il sert dans la Légion étrangère en Extrême-Orient.
Il retourne à la vie civile en 1952 et travaille dans le secteur commercial jusqu'à sa retraite en 1985.
Il est inhumé au Cimetière de l'Ouest à Reims.

## Décorations
- Compagnon de la Libération par décret du 7 mars 1941[2]
- Croix de guerre 1939-1945, palme de bronze
- Croix du combattant
- Médaille commémorative de la campagne d'Indochine
- Médaille d'or de la Fédération nationale des combattants volontaires (2018)[3].